# Jim Matheson
James David Matheson, detto Jim (Salt Lake City, 21 marzo 1960), è un politico statunitense, membro della Camera dei Rappresentanti per lo stato dello Utah dal 2001 al 2015.

## Biografia
Figlio dell'ex governatore dello Utah Scott M. Matheson e fratello del giudice federale Scott Matheson, Jr., Jim si laureò ad Harvard e lavorò come consulente energetico fino al 2000.
Nel 2001 approdò al Congresso dopo aver vinto le elezioni con il 56% dei voti. Matheson rappresenta il quarto distretto congressuale, che fra tutti era quello più liberale. Matheson è un democratico piuttosto moderato e ha un'ideologia quasi centrista: durante la sua permanenza alla Camera fu infatti membro della Blue Dog Coalition e della New Democrat Coalition.
Nel 2012 i distretti congressuali dello Utah vennero ridefiniti dopo il censimento e quindi Matheson si trovò a dover cambiare distretto e concorrere per un seggio di nuova creazione: nelle elezioni affrontò la candidata repubblicana Mia Love e dopo una campagna elettorale molto combattuta riuscì a sconfiggerla di misura. Due anni dopo Matheson rifiutò di chiedere un altro mandato e lasciò la Camera dopo quattordici anni; la Love invece si ripresentò alle elezioni e riuscì a vincere il seggio.
Matheson è contrario all'aborto, ma sostiene la ricerca sulle cellule staminali.